# ハプログループB (Y染色体)

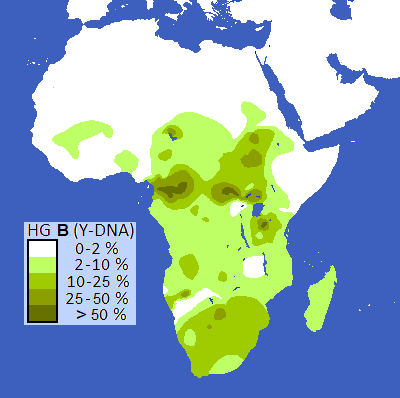
ハプログループBの分布

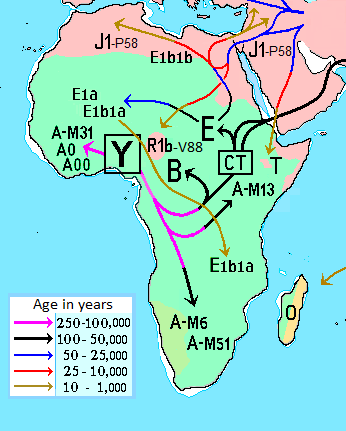
ハプログループBを含むアフリカ大陸のY染色体ハプログループの移動

ハプログループB-M60 (Y染色体)（ハプログループB Yせんしょくたい、英: Haplogroup B (Y-DNA)）とは分子人類学において人類の父系を示すY染色体ハプログループ（型集団）の分類で、ハプログループBTの子系統で、M60, M181/Page32, P85, P90, V62, V75, V78, V83, V84, V85, V90, V93, V94, V185, V197, V217, V227, V234, V237, V44の変異によって定義されるグループである。60,000-65,000年前にアフリカで誕生したと考えられる。

## 分布
アフリカのなかでも特にピグミーに高頻度である。バカ族に63-72%、ハザ人に52-60%、ヌエル族に50%、ムブティ族に33-60%、アカ族に35-55%などである。

## 下位系統
YCC 2008 tree より
- B
  - B-M60 (M60, M181, P85, P90)
    - B-M236 (M236, M288)
      - B-M236 (M236)

    - B-M182 (M182)
      - B-M150 (M150)
        - B-M218 (M218)
          - B-M109 (M109, M152, P32)
          - B-G1 (G1)

        - B-M108.1 (M108.1)
          - B-P111 (P111, M43)

      - B-M112 (M112, M192, 50f2(P))
        - B-P6 (P6)
        - B-M115 (M115, M169)
        - B-M30 (M30, M129)
          - B-M108.2 (M108.2)

        - B-P7 (P7)
          - B-P8 (P8, P70)
          - B-MSY2.1 (MSY2.1, M211)

      - B-P112 (P112)